# Kansas City Film Critics Circle
Kansas City Film Critics Circle (KCFCC) es una asociación de críticos de espectáculos fundada en 1967 en la ciudad estadounidense de Kansas City por el psiquiatra y entusiasta del cine James Loutzenhiser. La organización afirma ser la segunda más antigua asociación de críticos de cine de Estados Unidos, después del New York Film Critics Circle.

## Premio de la asociación
El Kansas City Film Critics Circle Award es un premio otorgado por esta asociación. Su nombre oficial es Premio Loutzenhiser. 

### Categorías del premio
- Mejor actor
- Mejor actriz
- Mejor película animada
- Mejor director
- Mejor documental
- Mejor película
- Mejor película en idioma extranjero
- Mejor guion adaptado
- Mejor guion original
- Mejor actor secundario
- Mejor actriz secundaria

#### Películas premiadas
- 1966: Who's Afraid of Virginia Woolf?
- 1967: Bonnie and Clyde
- 1968: 2001: A Space Odyssey
- 1969: Midnight Cowboy
- 1970(t): Mi vida es mi vida
- 1970(t): Patton
- 1971: The French Connection
- 1972: La naranja mecánica
- 1973: American Graffiti
- 1974: La conversación
- 1975: Nashville
- 1976: Rocky
- 1977: Annie Hall
- 1978: Interiores
- 1979: Kramer vs. Kramer
- 1980: Ordinary People
- 1981: Raiders of the Lost Ark
- 1982: E.T., el extraterrestre
- 1983(t): Tender Mercies
- 1983(y): La fuerza del cariño
- 1984: Pasaje a la India
- 1985: Witness
- 1986(t): The Mission
- 1986(t): Salvador
- 1987: Hechizo de luna
- 1988: Rain Man
- 1989: Glory
- 1990: Goodfellas
- 1991: The Silence of the Lambs
- 1992(t): The Player
- 1992(t): Unforgiven
- 1993: La lista de Schindler
- 1994: Pulp Fiction
- 1995: Apolo 13
- 1996: The People vs. Larry Flynt
- 1997: Titanic
- 1998: Saving Private Ryan
- 1999: American Beauty
- 2000: Traffic
- 2001: El Señor de los Anillos: la Comunidad del Anillo
- 2002: About Schmidt
- 2003: El Señor de los Anillos: el retorno del Rey
- 2004: Million Dollar Baby
- 2005: Múnich
- 2006: United 93
- 2007: There Will Be Blood
- 2008: Slumdog Millionaire
- 2009: Up in the Air
- 2010: The Social network